# Сьлензакі
Сьлензакі (пол. Ślęzaki) — село в Польщі, у гміні Баранув-Сандомерський Тарнобжезького повіту Підкарпатського воєводства.
Населення — 1639 осіб (2011).
У 1975-1998 роках село належало до Тарнобжезького воєводства.

## Демографія
Демографічна структура станом на 31 березня 2011 року:
|          | Загалом | Допрацездатний вік | Працездатний вік | Постпрацездатний вік |
| -------- | ------- | ------------------ | ---------------- | -------------------- |
| Чоловіки | 817     | 165                | 558              | 94                   |
| Жінки    | 822     | 177                | 456              | 189                  |
| Разом    | 1639    | 342                | 1014             | 283                  |